# 74e régiment d'infanterie (France)
Pour les articles homonymes, voir 74e régiment.

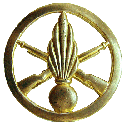
insigne de béret d'infanterie

Le 74e régiment d'infanterie (74e RI) est un régiment d'infanterie de l'Armée de terre française créé sous la Révolution à partir du régiment de Beaujolais, un régiment français d'Ancien Régime.

## Création et différentes dénominations
- 1674 : renommé régiment de Schomberg
- 1681 : renommé régiment de Larray
- 1688 : renommé régiment de Sceaux
- 1689 : renommé régiment de Blainville
- 1690 : renommé régiment de Maulevrier
- 1706 : renommé régiment de Du Fort Lenormand
- 1710 : renommé régiment de Lyonne
- 1723 : renommé régiment de Montconseil
- 1742 : renommé régiment de Traisnel
- 1757 : renommé régiment de Brancas
- 1758 : renommé régiment de Durfort
- 1761 : renommé régiment de Lastic
- 1762 : renommé régiment de Beaujolais
- 1765 : renommé régiment de Lamballe
- 1755 : renommé régiment de Pélissier
- 1768 : renommé régiment de Beaujolais
- 1791 : renommé 74e régiment d’infanterie de ligne
- 1794 : renommé 74e demi-brigade de bataille
- 1796 : renommé 74e demi-brigade de ligne
- 1803 : dissolution
- 1840 : renommé 74e régiment d’infanterie de Ligne
- 1914 : à la mobilisation, met sur pied son régiment de réserve, le 274e régiment d’infanterie
- 1882 : renommé régiment de 74e régiment d’infanterie
- 1920 : dissous (traditions conservées par le 39e RI)
- 1939 : recréation 74e régiment d’infanterie
- 1940 : n'est pas reformé après l'armistice
- 1963 : création du 74e bataillon d’infanterie
- 1964 : transformé en 74e régiment d’infanterie Il occupait le fort de Tourneville et de saint-Adresse et se spécialisait dans l'infanterie commando.
- 1976 : dissous

## Colonels/Chef de brigade
- …Urbain Le Clerc de Juigné, lieutenant-colonel (1676), puis brigadier (1690) du régiment de Schomberg
- 1734 : Jacques Étienne Bazin de Bezons (1709-1742)

- 1774 : Henri-Georges-César de Chastellux (1746-1814)
- 1792 : colonel François Xavier Jacob Freytag (1749-1817) (**)
- 1796 : chef de brigade Antoine Alexandre Rousseaux (**)
- 6 octobre 1802 : Chef de brigade Pierre Gabriel Aussenac.
- décembre 1814 - mai 1815 : colonel Pierre Dereix (1769-1854)
- 1862 - 1870 : colonel Louis Moreno (1812-1884), nommé général en 1870.
- 1870 : Colonel Adolphe Theuvez (1816-1874)

- 1887 : Colonel Victor-Bernard Derrécagaix

- 28 janvier 1903 : Colonel Heymann.

- 9 octobre 1911 - 31 octobre 1914 : Colonel Schmitz.

- 1914-1918 : Lieutenant-colonel Brenot.

- 1939 : Lieutenant-colonel Maurice Eugène Maisse.

## Historique des garnisons, combats et batailles

### Campagnes
Hollande 1674-1678,
 Ligue d'Augsbourg 1688-1697,
 Succession d'Espagne 1701-1713,
 Italie 1733-1734,
 Succession d'Autriche 1740-1748,
 Guerre de Sept-Ans 1756-1763,
 Amérique 1776,
 Belgique 1792,
 Allemagne 1793-1796,
 Italie 1799-1800,
 Saint-Domingue 1802-1803,
 Crimée 1854-1855,
 Italie 1859,
 France 1870-1871,
 Madagascar 1895-1896,
 Grande Guerre 1914-1918,
 France 1939-1940.

### Ancien Régime
- guerre de Hollande 1674-1678
- guerre de la Ligue d'Augsbourg 1688-1697
- guerre de Succession d'Espagne 1701-1713
- campagne en Italie 1733-1734

Régiment de Traisnel

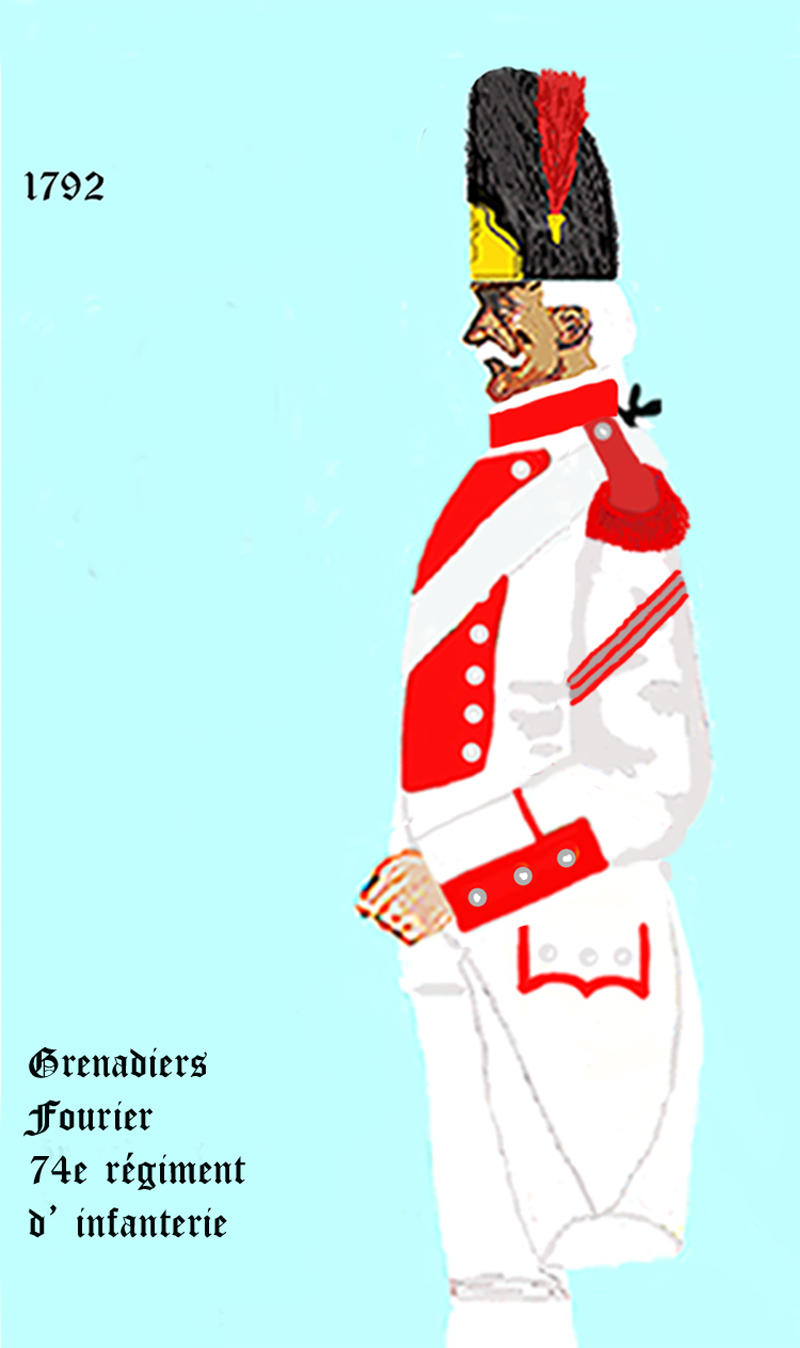
Uniforme du régiment par décret d'application de 15 janvier 1792

- 1740-1748 : Guerre de Succession d'Autriche
  - 11 mai 1745 : Bataille de Fontenoy (ordre de bataille)
- Guerre de Sept Ans 1756-1763
- Guerre d'indépendance des États-Unis 1776

### Guerres de la Révolution et de l'Empire

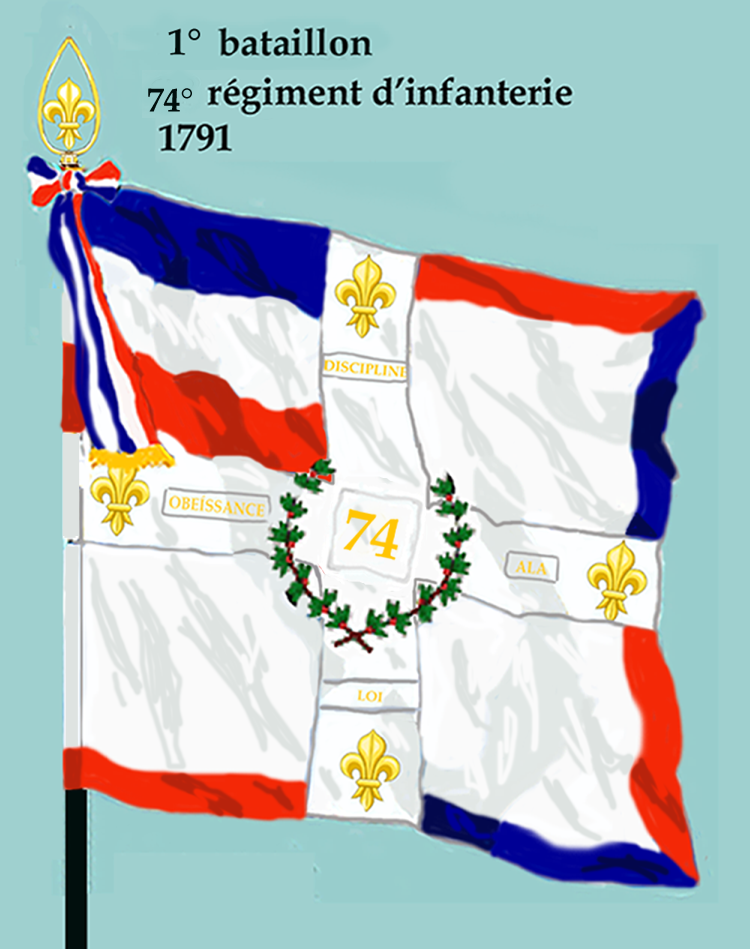
Drapeau du 1er bataillon du 74e régiment d'infanterie de ligne de 1791 à 1793
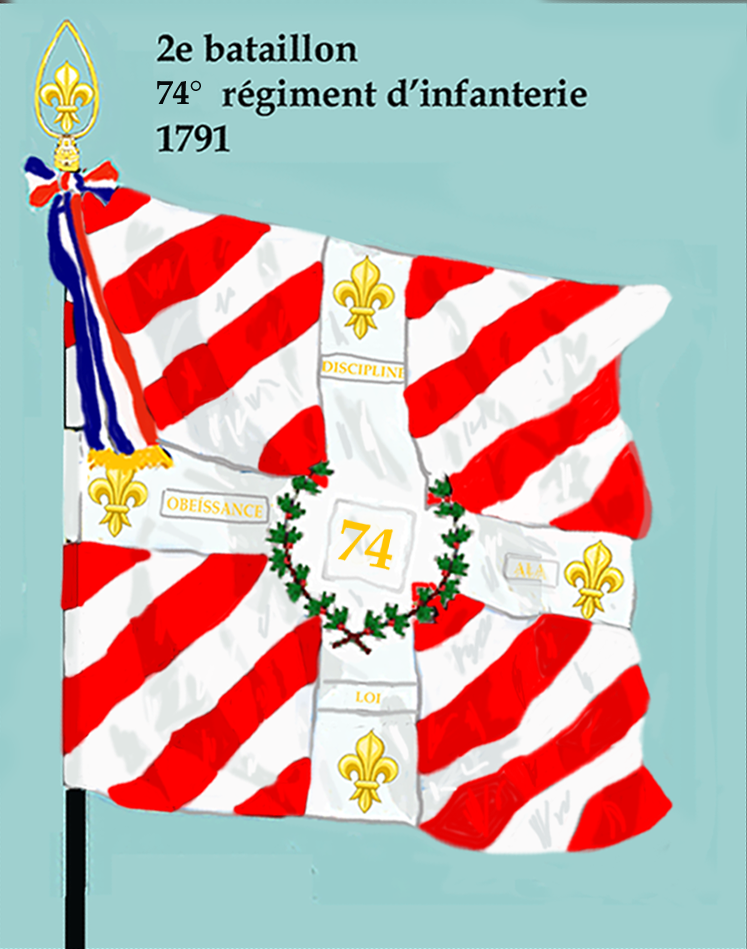
Drapeau du 2e bataillon du 74e régiment d'infanterie de ligne de 1791 à 1793

Le 74e Régiment d'Infanterie ci-devant Beaujolais se trouvait en garnison à Marchiennes en 1791 ; il logeait dans l'abbaye de cette ville du Nord de la France.
« On ne saurait donner trop d'éloges à l'intrépidité des soldats du 74e ; ils méritent le titre de Républicains---c'est tout dire.» Convention, 1794.
- 1792 :
  - Belgique
  - Combat de Quiévrain
  - 1er décembre 1792 : Armée de la Moselle, expédition de Trèves
- 1793:
  - Armée de Belgique
- 1794 :
  - Armée du Nord
- 1793-1796 : Allemagne
- 1796 : Armée de Rhin-et-Moselle
- 1799 : garnison à Mont-Dauphin ; la place étant particulièrement isolée et déprimante, 800 hommes des 74e et 107e demi-brigades désertent en abandonnant leurs drapeaux et leur équipement[1]
- 1799-1800 : Italie
- 1802-1803 : Saint-Domingue

### Second Empire
- 1854-1855 : guerre de Crimée
- 1859 : campagne d'Italie
- guerre franco-allemande de 1870
  - Bataille de Wissembourg
  - Bataille de Frœschwiller-Wœrth

### 1871 à 1914
En 1895 et 1896 une compagnie du régiment se trouve à Madagascar et concourt à la formation du 200e régiment d'infanterie.

### Première Guerre mondiale
En 1914 casernement : Rouen, Elbeuf et Gaillon; 9e Brigade d'Infanterie ; 5e Division d'Infanterie ; 3e Corps d'Armée. Le Régiment reste durant toute la durée de la Première Guerre mondiale au sein de la 5e division d'infanterie.
- le 24 août 1914 : Bataille de Charleroi.
- le 29 août 1914 : Bataille de Guise.
- du 5 au 12 septembre 1914 : Bataille de la Marne (Bataille des Deux Morins).
- septembre - décembre 1914 : Champagne.
- janvier - avril 1915 : Champagne.
- mai - octobre 1915 : deuxième et troisième Bataille d'Artois.
- janvier - février 1916 : Somme.
- avril - mai 1916 : Bataille de Verdun, le régiment est chargé de reprendre le fort de Douaumont.
- juin - décembre 1916 : Woëvre.
- avril - juin 1917 : Bataille du Chemin des Dames, des mutineries apparaissent dans cette unité durant la première semaine de juin, à la suite de cette bataille.
- mars - juin 1918 : secteur de Champagne.
- juillet 1918 : Bataille de l'Aisne
- septembre - novembre 1918 : secteur des Flandres.

« Superbe régiment, d'une valeur combattive au-dessus de tout éloge. » Citation, 1918.

### Entre-deux-guerres
Le régiment est dissous le 16 février 1920, les traditions du régiment sont conservées par le 39e RI[réf. nécessaire].

### Seconde Guerre mondiale
Reformé le 9 septembre 1939 comme régiment de réserve A type Nord-Est, il est mis sur pied par le centre mobilisateur d'infanterie no 32 (Rouen et Eu ). Sous les ordres du lieutenant-colonel Maurice Eugène Maisse (Douai 1889 - Rouen 1957), il appartient avec les 36e RI, 74e RI, 13e GRDI, 43e RAD, 243e RALD, à la 6e division d'infanterie,rattachée à la 3e Armée.

### Historique

#### Drôle de guerre

##### 1939
- mi-septembre-fin octobre : exercices et manœuvres divisionnaires, Camp de Sissonne (Aisne)

- fin octobre - fin décembre : frontière du Nord à Hirson (Aisne)

##### 1940
- Janvier-mi-mars Lorraine, secteur défensif de la Ligne Maginot, région de Boulay (Moselle)
- fin mars-mi-juin  période de repos et d'entraînement dans la Woëvre au sud-est de Verdun

##### Bataille de France
- 17-22 mai 1940 : engagé secteur d'Inor (Meuse)
- 23 mai au 10 juin 1940 : engagé secteur de Sommauthe (Ardennes)
- 10 au 20 juin : retraite jusqu'au sud de Toul (Meurthe-et-Moselle)

Le colonel et la plupart du régiment est fait prisonnier à Girauvoisin (Meuse) le 17 juin et le reste de l'unité au sud de Toul le 21 juin, certains soldats ayant atteint la région d'Épinal (Vosges) avant d'être fait prisonniers.
Le 74e RI n'est pas reformé après l'armistice.

### Après 1945
À partir de 1963 le 74e R.I réapparaît au fort de Tourneville sur les hauteurs du Havre, spécialisé dans l'apprentissage commando, les lieux et le fort de Saint Adresse à proximité s'y prêtant. Il a servi de charnière entre les méthodes issues des guerres d'Indochine et d'Algérie et les nouvelles techniques de combat adaptées à la situation internationale. En relation permanente avec les centres commandos de Quélern et Givet, le régiment a permis, jusqu'à sa dissolution de sortir des éléments de carrières utiles aux nouveaux conflits actuels[style à revoir].

## Drapeau
Il porte, cousues en lettres d'or dans ses plis, les inscriptions suivantes :
- Jemappes 1792
- Gênes 1800
- Sébastopol 1854-55
- Solférino 1859
- La Marne 1914
- Artois 1915
- Verdun 1916
- Roulers 1918

### Le drapeau de 1940
En 1929, le 74e RI reçoit le drapeau du 54e RI dissout et les marques du 74e RI sont recousues sur ce dernier. Avant que le régiment soit capturé par les Allemands en juin 1940, un militaire du régiment le cache à Golbey (Vosges), sans pouvoir en témoigner après la fin de la guerre, probablement parce qu'il a été tué à une date inconnue. Après des recherches infructueuses menées par l'armée en 1969 près de Toul, le drapeau est finalement découvert en 1989 par un sous-officier d'active visitant une maison à Golbey. Depuis 49 ans, le drapeau était resté dans le grenier de cette maison à l'insu du propriétaire des lieux. Après vérifications, le drapeau est finalement remis en 1991 au 171e RI en garnison à Golbey, puis au service historique de l'armée de terre.

## Décorations
Sa cravate est décorée de la Croix de guerre 1914-1918  avec 2 palmes et 1 étoile vermeil puis de la Médaille d'or de la Ville de Milan .
Il a le droit au port de la fourragère aux couleurs du ruban de la Croix de guerre 1914-1818.

## Mémoire et traditions
- Une rue porte le nom du 74e RI à Rouen, dans le quartier Saint-Sever.

## Personnalités ayant servi au régiment
- Jean Baptiste Royet (1833-1907), commandeur de la Légion d'honneur en 1892.
- Ferdinand Walsin Esterhazy (1847-1923), commandant, espion, dont la trahison a été à l'origine de l'affaire Dreyfus.
- Jacques Levainville (1869-1932), capitaine, chevalier de la Légion d'honneur en 1915.
- Augustin Trébuchon (1878-1918), dernier soldat français mort au combat de la Première Guerre mondiale sur le sol français.
- Gustave Valmont (1881-1914), poète, il est l'un des 560 écrivains morts pour la France au Panthéon.
- Marcel Brunnarius (1884-1916), architecte, y fait son service militaire de 1902 à 1903. Son nom est inscrit au Panthéon parmi les 560 écrivains morts au combat pendant la Première Guerre mondiale.
- Roland Dorgelès (1885-1973), écrivain, engagé volontaire en août 1914, décoré de la Croix de guerre.
- André Maurois (1885-1967), écrivain y a accompli son service militaire en 1903.
- Paul Verlet (1890-1922), poète, décoré de la Croix de guerre.
- Maurice Maréchal (1892-1964), violoncelliste.

## Sources et bibliographie
- Site web : Le 74e Régiment d'Infanterie durant la Grande Guerre[6]
- Guy Hallé, Là-bas avec ceux qui souffrent : carnets d'un poilu rouennais à Verdun, Louviers, Ysec éditions, coll. « Grands témoins », 2002, 88 p. (ISBN 978-2-84673-016-7, OCLC 470486213).
- Marie Paul Charles Roger Rimbault, Propos d'un marmitʹe 1915-1917, L. Fournier, 1920 (OCLC 84158750)
- Paul Lefebvre-Dibon, Quatre pages du 3e, bataillon du 74e R.D Extrait d'un carnet de campagne, 1914-1916., Berger-Devrault, 1921 (OCLC 1027097828)
- Lucien Durosoir, Maurice Maréchal et Luc Durosoir (présentation) (préf. Jean-Pierre Guéno), Deux musiciens dans la grande guerre, Paris, Tallandier, 2005, 358 p. (ISBN 978-2-84734-258-1, OCLC 762460442)
- Paul Verlet. Ce soldat poète a laissé un témoignage poignant sur la guerre, et sur le 74e RI en particulier, dans un petit recueil intitulé « De la boue sous le ciel ».
- Émile Louis François Désiré Coste : Historique du 74e régiment d'infanterie de ligne